# Верде, Сезариу
Жозе Жоакин Сезариу Верде-и-Пириш порт. José Joaquim Cesário Verde e Pires ,   (25 февраля 1855 года, Лиссабон, Португалия — 19 июля 1886 года, там же) — Сезариу Верде, португальский поэт.

## Биография
Отец — владелец овощной лавки и скромной фермы под Лиссабоном, где семья в 1857—1865 годах укрывалась от эпидемии чумы. В 1872 году потерял любимую младшую сестру, умершую от туберкулёза (через десять лет от той же болезни умер его брат). В 1873 году дебютировал как поэт в популярной столичной газете Diário de Notícias, начал посещать литературные кафе в столице. Учёбу на филологическом факультете университета оставил после нескольких месяцев. Работал в лавке отца, по торговым делам однажды съездил в Бордо и Париж. В 1877 году у поэта обнаружились признаки туберкулёза, от которого он и умер.
Его стихи были опубликованы в Книге Сезариу Верде, 1887 г.. (переизд. 1901, 1926, 1999, 2004) .

## Творчество
Испытал влияние французской культуры — особенно Шарля Бодлера c его новыми для лирики мотивами повседневной жизни огромного города. Среди своих современников ценил Мануэла Герра Жункейру, Жуана де Деуша, Антониу Гомиша Леала. Его собственное творчество высоко ставили Фернанду Песоа и Мариу де Са-Карнейру, позднее — Эужениу де Андраде, Эдуарду Лоренсу. К столетию со дня смерти поэта в Национальной библиотеке Португалии прошла большая выставка, посвящённая его жизни и творчеству.
Стихи Верде выходили книгами на итальянском и испанском языках .

О, если б я жил вечно и всегда

Я совершенства мог искать и добиваться!

Нахлынули мечты, мне сладко забываться:

Виденья чистых жён приносит мне вода.

Вы, нежные, как трепетные птицы!

В жилищах тонкого, прозрачного литья

Хочу я видеть вас! О, наши сыновья!

Каким из светлых снов судилось воплотиться?

Как дедовских времён отважный флот,

Как наши рыжие потомки-командоры,

Мы будем покорять иных земель просторы,

Мы будем бороздить бескрайности широт!

Оригинальный текст (порт.)

Se eu não morresse, nunca! E eternamente

Buscasse e conseguisse a perfeição das cousas!

Esqueço-me a prever castíssimas esposas,

Que aninhem em mansões de vidro transparente!

Ó nossos filhos! Que de sonhos ágeis,

Pousando, vos trarão a nitidez às vidas!

Eu quero as vossas mães e irmãs estremecidas,

Numas habitações translúcidas e frágeis.

Ah! Como a raça ruiva do porvir,

E as frotas dos avós, e os nómadas ardentes,

Nós vamos explorar todos os continentes

E pelas vastidões aquáticas seguir!

— Сезариу Верде. "Мир чувств западного человека". Перевод Ирины Фещенко-Скворцовой. 

## Литература

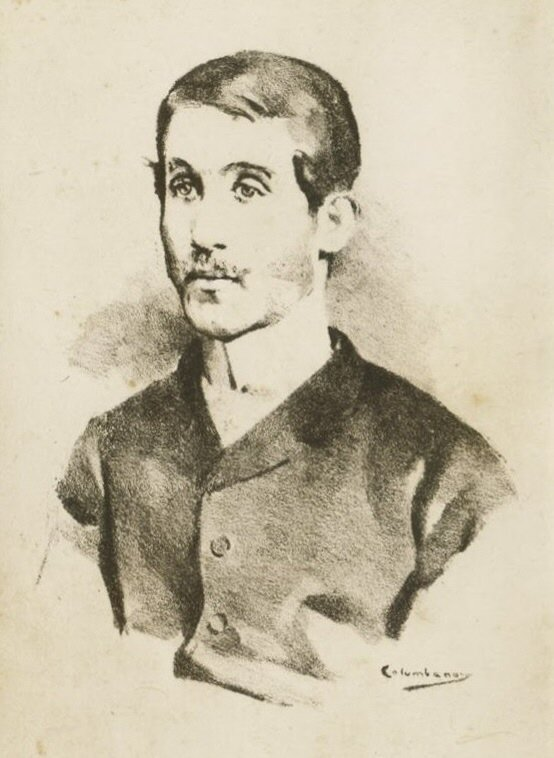
Портрет Сезарио Верде. Автор Колумбану. Опубликовано в Книге Сезариу Верде, 1887 г.

## Переводы Ирины Фещенко-Скворцовой
- «Вступление», статья о значении Сезариу Верде, Флорбелы Эшпанки и Мариу де Са-Карнейру в португальской литературе Архивная копия от 24 октября 2015 на Wayback Machine Иностранная литература № 7 / 2015
- Мир чувств западного человека Архивная копия от 29 сентября 2015 на Wayback Machine Иностранная литература № 7 / 2015
- Ирония печали Архивная копия от 29 сентября 2015 на Wayback Machine B сетевой словесности
- Переводы Сезариу Верде Архивная копия от 18 ноября 2020 на Wayback Machine Стихи.ру
- «Сезариу Верде. Стихи» // Лузитанская душа. Стихи португальских поэтов XV-XX веков (Сост. и переводчик Ирина Фещенко-Скворцова). – М.: Водолей, 2017. – Стр. 55-70.  ISBN 978-5-91763-368-8
- Сезариу Верде. Поэзия. Перевод, вступление, пояснения Ирины Фещенко-Скворцовой. Лиссабон, El Ediçoes, 1 издание, август 2022. – 271 стр.. (билингва)   ISBN 978-989-54966-2-4